# Insara covilleae
Insara covilleae är en insektsart som beskrevs av Rehn, J.A.G. och Morgan Hebard 1914. Insara covilleae ingår i släktet Insara och familjen vårtbitare. Inga underarter finns listade i Catalogue of Life.